# ذهن سفید (فیلم ۲۰۱۸)
سر پر از عسل (به انگلیسی: Head Full of Honey) فیلمی محصول سال ۲۰۱۸ و به کارگردانی تیل شوایگر است. در این فیلم بازیگرانی همچون نیک نولتی، مت دیلون، امیلی مورتیمر، سوفیا لین نولتی، جکلین بیسیت، اریک رابرتس، گرتا اسکاکی، جیک وبر، تیل شوایگر، کلر فورلانی، ورونیکا فرس و کوستا رونین ایفای نقش کرده‌اند.
این فیلم بازسازی فیلم آلمانی ذهن سفید می‌باشد.